# گاو یاقوتستان
گاو یاقوتستان (به انگلیسی: Yakutian cattle)، در زبان سخا، یک نژاد گاو بومی است که در شمال مدار شمالگان در جمهوری سخا پرورش داده شده‌است. آنها به دلیل سختی بسیار زیاد و تحمل در برابر دماهای انجماد مورد توجه هستند.
شکم بزرگ و دستگاه گوارش طولانی آنها به آنها این امکان را می‌دهد که هم از چمن و هم از سرشاخه‌خواری استفاده کنند. در طول فصل کوتاه مرتع، چربی زیرپوستی آنها خیلی سریع رشد می‌کند و در زمستان در شرایط نامناسب تغذیه زنده می‌مانند.
گاوهای یاقوتستان نسبت به سل، لوکوز و تب مالت مقاومت نشان می‌دهند.
میانگین تولید شیر تقریباً ۱۰۰۰ کیلوگرم در سال است. گاوهای یاقوتستان شیری غنی دارند که میانگین چربی آن ۵٫۰۳ درصد و میانگین پروتئین آن ۴٫۶۹ درصد است.
گوشت گاو یاقوتستان با حالت گوشت مرمری طبیعی‌اش شناخته شده‌است.